# Холурія
Холурія (або білірубінурія) є симптомом, що визначає аномальне потемніння сечі, в основному через високий рівень кон'югованого білірубіну.   Холурія є поширеним симптомом захворювань печінки, таких як гепатит і цироз. Його можна описати як темну або коричневу сечу, яку часто називають кольором кока-коли. Наявність холурії є корисним симптомом, щоб розрізнити, чи є у людини з жовтяницею захворювання печінки (пряма гіпербілірубінемія) або гемоліз (непряма гіпербілірубінемія). У першому випадку холурія у хворих виникає внаслідок надлишку в крові кон’югованого («прямого») білірубіну, який виводиться нирками. Гемоліз, з іншого боку, характеризується некон’югованим («непрямим») білірубіном, який не є розчинним у воді та зв’язаний з альбуміном, і тому не виводиться з сечею. 